# Omosessualità e cultura di destra
Con omosessualità e cultura di destra s'intende il rapporto intercorrente, nel corso del tempo, tra personalità omosessuali e mondo della cultura di destra. La connessione tra conservatorismo e omosessualità è antica ma percorre soprattutto l'epoca contemporanea.

## Epoche arcaiche
Platone, che nei suoi Fedro e Simposio descrive ampiamente la realtà dell'attrazione tra persone dello stesso sesso, per poi nelle Leggi rifiutarla e condannarla. 
In ordine all'omosessualità nell'Antica Roma, essa si riduce ad una pratica, se realizzata da un forte e potente su un debole e sottomesso, che non intacca minimamente il valore guerresco: indispensabile è preservare le sembianze di mascolinità.
D'altra parte tutti (tranne Claudio) gli imperatori romani della dinastia giulio-claudia ebbero esperienze omosessuali : Giulio Cesare soprannominato la Regina di Bitinia e la moglie di tutti i mariti; Augusto il quale quand'era ancora Ottaviano veniva chiamato con disprezzo Ottavia; Tiberio che a Capri prediligeva ragazzini appena puberi e li chiamava i suoi "pesciolini"; Caligola bisessuale e incestuoso; Nerone il quale sottopone a castrazione il suo schiavo adolescente Sporo e poi lo incorona come sposa reale; ma anche tra i successivi imperatori: Galba; Vitellio, soprannominato buco; Domiziano, che ha avuto varie relazioni con uomini; Adriano, che ha fatto diventare il suo giovane amante Antinoo un dio; Eliogabalo, che a 18 anni tentò l'autocastrazione per potersi considerare una donna.
Per passare all'Asia, l'orientalista Leonardo Vittorio Arena indica nella vita promiscua all'interno dei monasteri buddhisti del IX secolo l'origine dell'omosessualità giapponese-samuraica; a differenza della pederastia greca occidentale però qui è invece propriamente al giovane che viene consigliato di prendere l'iniziativa nella scelta di un compagno più maturo: questo legame tra monaco e novizio passa poi all'omoerotismo dei samurai, fino a giungere al seppuku di Yukio Mishima.

## Età moderna

### Estetica neoclassica e romantica e omoerotismo
George Mosse afferma che esiste una precisa continuità nel paradigma di bellezza e mascolinità che parte dal critico d'arte tedesco omosessuale Johann Joachim Winckelmann per giungere ad esempio ad Arno Breker, artista nazista per eccellenza, o all'architetto prediletto da Adolf Hitler, ossia Albert Speer: "l'arte nazista era in realtà omoerotica quanto quella di tutti i nazionalismi moderni...".
A proposito della sua venerazione per la scultura greca, Winckelmann però (assieme ad August von Platen e Michelangelo Buonarroti) nega che vi sia un rapporto tra la bellezza perfetta e il desiderio di avere con questa bellezza relazioni sessuali. Invero, il Neoclassicismo non si limita a riesumare esclusivamente l'ambito estetico dell'epoca classica, ma ne ripropone anche nella sua interezza l'ideologia comportamentale, compreso quindi anche il lato dei rapporti sociali-interpersonali-sessuali. Da qui l'enfatizzazione della pederastia greca la quale occupa un posto centrale perfino nelle discussioni filosofiche antiche: omosessualità e passione per il classicismo saranno per molto tempo considerate intrinsecamente interconnesse.
Il corpo virile greco, riscoperto tramite le descrizioni di Winckelmann, diverrà immediatamente l'ideale normativo sbandierato dai nazionalismi europei. La componente omosessuale delle personalità che hanno avuto un ruolo da protagonisti nel percorso che ha portato alla formazione e all'ideologia dei regimi totalitari non è, in molti casi, trascurabile... personalità che formeranno gli anelli di una catena che dal secolo dei lumi giunge fino all'epoca dei regimi totalitari. Una continuità sconcertante che dal culto del bello di Winckelmann conduce direttamente ai lager nazisti.
I membri della nobiltà conservatrice germanica sono stati indiscussi protagonisti del Grand Tour nei paesi europei del Sud, in primo luogo Italia e Grecia: poteva evolvere in una sorta di autentico turismo sessuale ante litteram, praticato anche da nomi importanti del mondo industriale, della politica nonché della letteratura; mete principali erano Capri, Venezia, Roma, Firenze, Napoli e la Sicilia.
Dopo Winckelmann (morto accoltellato a Trieste da un prostituto), il poeta August von Platen (che si prese il colera a Siracusa nel 1835), lo scrittore Frederik Rolfe detto "Baron Corvo", il magnate dell'acciaio Friedrich Alfred Krupp (suicida nel 1902 a seguito dell'accusa rivoltagli di praticare orge con i ragazzini italiani). Vi è infine il barone Wilhelm von Gloeden che a Taormina è uno dei creatori del nudo maschile nella fotografia con i suoi ragazzi siciliani.
Seguirono l'esempio tedesco del viaggio verso il paradiso della libertà erotica omosessuale vigente in Italia anche Lord Byron, Goethe, Hans Christian Andersen, Marcel Proust, E. M. Forster, Norman Douglas, fino a giungere al musicista Cole Porter. Daniel Defoe scriveva già all'inizio del '700: "La lussuria scelse la torrida zona d'Italia, dove il sangue fermenta in violenza e sodomia".

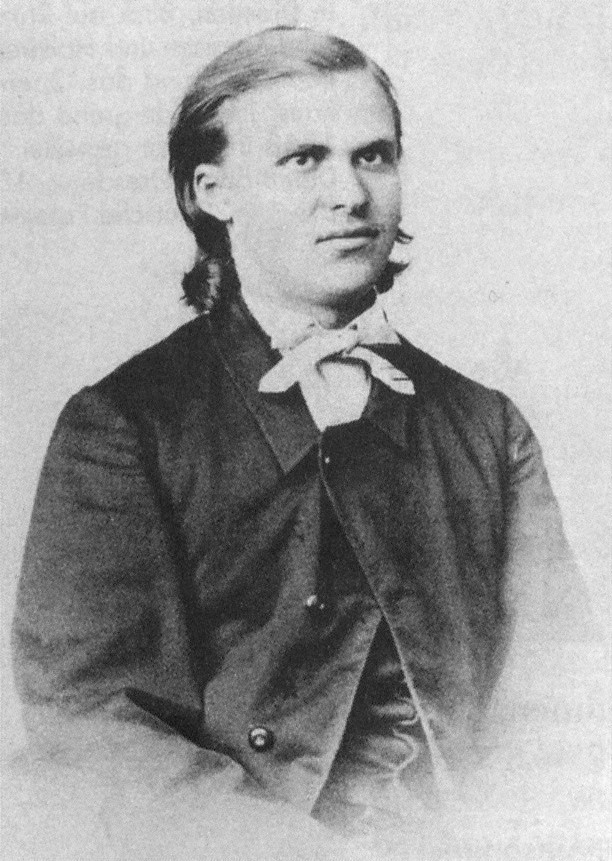
Nietzsche a 18 anni.

Nello stesso momento in cui Friedrich Engels, uno dei padri fondatori del comunismo e stretto collaboratore di Karl Marx, lanciava i suoi strali contro l'abominevole vizio dei pederasti in "L'origine della famiglia, della proprietà privata e dello Stato" (1884) denunciando l'antichità greca a causa dell'estrema sgradevolezza provocata dal loro amore nei confronti dei ragazzi, proprio Nietzsche, che alcuni politici nazisti avevano tentato di spacciare come "uno dei pilastri del pensiero di destra" (allo scopo di tentare di dare un alone di legittimità al 'pensiero' nazifascista), affermava invece nell'aforisma 259 di Umano, troppo umano (Un libro per spiriti liberi, 1879):

### La Germania pre-nazista pioniera dell'attivismo gay
(Karl Heinrich Ulrichs, pioniere del movimento di liberazione omosessuale)
È l'impero tedesco della seconda metà del XIX secolo la culla del primo movimento omosessuale ed è qui che incontriamo i pionieri dell'attivismo per i diritti dei gay. Padre riconosciuto è Karl Heinrich Ulrichs, avvocato e giornalista; nel 1867 osa dichiarare pubblicamente le proprie preferenze sessuali chiedendo l'abrogazione delle leggi repressive vigenti: muore in auto-esilio all'Aquila nel 1895.
Suo successore è il medico ebreo Magnus Hirschfeld il quale nel 1897 crea un Wissenschaftlich-humanitäres Komitee (Comitato scientifico e umanitario) nel 1897 e un centro di ricerca sulla sessualità (Institut für Sexualwissenschaft) nel 1919; quest'ultimo dotato di museo ed una vastissima biblioteca che a partire dal 1919 diventa anche centro medico, di sostegno psicologico e servizio di assistenza legale per tutti gli omosessuali. L'Istituto sarà incendiato e saccheggiato nel 1933 dai nazisti.
Tra i firmatari della petizione lanciata da Hirschfeld, che invoca l'abrogazione del Paragrafo 175 il quale fa incarcerare le persone risultate colpevoli di atti "contro natura", ci sono Stefan Zweig, Rainer Maria Rilke, Arthur Schnitzler, Albert Einstein, Lev Tolstoj, Émile Zola, Lou Salomé (amica di Nietzsche prima e seguace di Freud dopo), Hermann Hesse, George Grosz e Thomas Mann. Ma a seguito dello scandalo Harden-Eulenburg tra il 1907-09 tutto si bloccò, portando ad un'ondata di omofobia nei confronti della Germania, considerata culla della perversione (in Francia si parlerà apertamente di "vizio tedesco").
Nel 1896 intanto era stato fondato da Adolf Brand, giornalista e insegnante, il primo periodico omosessuale della storia intitolato Der Eigene ("Lo speciale" o "L'Unico"): Brand fu un militante radicale decisamente contrario alle idee socialiste di Hirschfeld e i suoi scritti sono spesso reclamati da romantici anarchici (che però evitano di citarne le teorie razziali, elitarie e fortemente nazionalistiche). Brand propose l'"outing" di allora famosi uomini gay, molto prima che venisse coniato il termine stesso. Nel 1904 ha sostenuto tramite articoli di stampa che Friedrich Dasbach, uno dei delegati del partito centrista nonché prete cattolico, frequentava abitualmente ragazzi dediti alla prostituzione maschile; Dasbach minacciò pertanto di citare in giudizio per diffamazione l'autore, ma raggiunsero in tempo un accordo extra-giudiziale.
Un'altra personalità di simpatie conservatrici ed anti-socialiste è Benedict Friedländer, un sociologo, sessuologo ed economista di origini ebraiche, che fu un attivo militante e teorico dell'ala di destra del primo movimento di liberazione omosessuale tedesco.

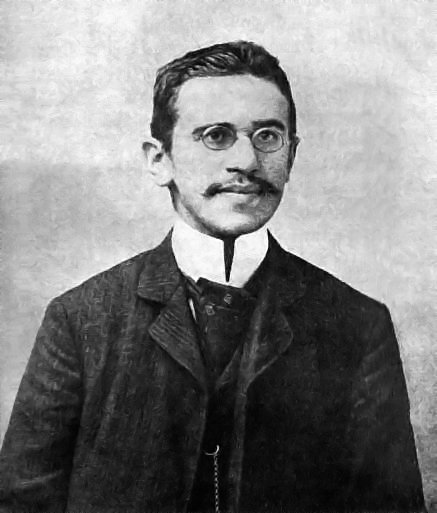
Otto Weininger.

Nel 1903 viene pubblicato Sesso e carattere del giovane filosofo Otto Weininger, viennese di lingua tedesca e madre ebrea, suicida ventiquattrenne per una crisi depressiva indotta pare da un'omosessualità latente e non accettata: la sua opera è il testo basilare dell'antifemminismo, dell'antisemitismo e dell'ostilità nei confronti della democrazia.
Gustav Wyneken, pedagogo e scrittore, non è stato mai ufficialmente affiliato alla destra più radicale, ma neppure alla sinistra progressista; riformatore dell'educazione, fautore del libero pensiero e leader carismatico, le sue idee e pratiche in materia d'istruzione e socializzazione giovanile sono state molto influenti tra i suoi contemporanei, ma anche controverse a causa della loro palese posizione a favore della pederastia, seppur in parte idealizzata. Wyneken coniò due termini che ebbero molta influenza ai suoi tempi, ma anche oltre: "Jugendkultur"-cultura giovanile e "Pädagogischer Eros"-eros pedagogico; quest'ultimo è il nome dato all'attrazione erotica e al sentimento d'amore, che deve esserci sempre (per Wyneken) tra un maestro adulto e il suo allievo adolescente.
Col termine di cultura giovanile s'indicava invece l'idea che, ove questo fosse stato possibile, gli adulti avrebbero dovuto evitare d'intromettersi troppo nelle sfere di potere dei gruppi giovanili, cercando invece di lasciare ai giovani stessi la guida e la preparazione dei nuovi ragazzi a loro affidati. Questo concetto ebbe una profondissima influenza su tutto il movimento giovanile tedesco d'inizio '900, ma in particolar modo sui Wandervogel e sull'organizzazione "Gemeinschaft der Eigenen" fondata da Adolf Brand. È anche noto per aver influenzato la cerchia che ruotava attorno al poeta austriaco Stefan George, certe idee di Bruno Bettelheim e l'istituzione della scuola di Casarsa della Delizia nel 1944 da parte dell'allora giovane maestro Pier Paolo Pasolini, così come anche tutto il periodo successivo d'insegnamento di Pasolini.
Hans Blüher è stato un giornalista e scrittore tedesco, e inoltre l'esponente di maggiore spicco della piccola ma agguerrita ala di estrema destra del movimento di liberazione omosessuale tedesco anteriore al nazionalsocialismo. Divenne celebre con la pubblicazione di "Wandervogel" (1912) e di "Die Rolle der Erotik in der männlichen Gesellschaft" (Il ruolo dell'erotismo nella società maschile), pubblicato in due volumi nel 1917 e 1919. La tesi centrale di queste opere era che la cooperazione maschile avrebbe dominato le strutture sociali (prendendo ad esempio il movimento giovanile Wandervogel, e più in generale, l'esercito e lo stato) prima che gli studi sull'omosessualità latente fossero stati completamente approfonditi.
Le sue posizioni razziste (in particolar modo antisemite) ed antifemministe, che vennero spesso criticate, lo portarono a simpatizzare per lo NSDAP. Le sue idee sull'"alleanza virile" fra maschi, contro l'influenza "svirilizzante" della donna, erano però viste con ostilità dalle gerarchie naziste, specie dopo che la notte dei lunghi coltelli liquidò fisicamente il gruppo di persone più sensibili alle teorizzazioni di Blüher, in quanto omosessuali esse stesse. In un discorso segreto tenuto da Himmler alle SS nel 1937 le idee di Blüher sono espressamente indicate come pericolose e da contrastare.
Per i primi tre decenni del '900 Berlino era stata comunque, al di là delle ideologie, una delle capitali mondiali della vita omosessuale, con 130 locali aperti nel 1933; addirittura le prime iniziative a tutela degli omosessuali hanno avuto origine proprio in terra tedesca. Meta ideale nel 1929 per il giovane scrittore inglese omosessuale Christopher Isherwood appena uscito da Cambridge. Culla del primo movimento di liberazione omosessuale è proprio qui, in Germania, che incontriamo già nel XIX secolo i già citati autentici pionieri dell'attivismo gay.
Il giovane Isherwood, come racconta lui stesso nelle sue opere Mr Norris se ne va (1935), ma soprattutto nell'autobiografico Addio a Berlino (1939, da cui è stato tratto il film Cabaret) l'accettazione della propria omosessualità fu determinante nella sua scelta d'abbandonare l'Inghilterra moralista e trasferirsi nella capitale tedesca: durante gli anni della repubblica di Weimar la metropoli di Berlino era nota per esser l'implicita capitale mondiale della libertà sessuale. Oltre a bar e locali antesignani del genere Leather vi erano anche circoli letterari gay come il "Club Lohengrin" e la "Società dei Monisti" (ma anche club riservati ai "nemici delle donne"), con spettacoli teatrali e serate dedicate al travestitismo; contemporaneamente si diffondono studi, riviste e associazioni, romanzi romantici e vere e proprie guide sulla vita notturna "per soli uomini" ov'erano pubblicati annunci con proposte d'incontro.

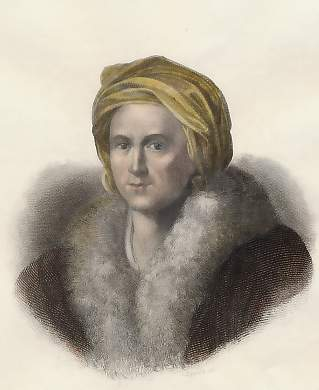
Johann Joachim Winckelmann.

### La gaia gioventù tedesca e il nazismo
(Stefan George)
In Germania l'origine della cultura omosessuale di destra viene individuata nei Wandervogel-Uccelli migratori, movimento giovanile tedesco sorto nel 1896; sono stati i primi a indossare camicie brune e a fare il saluto a braccio destro teso gridando "Seig Heil": contrari all'urbanizzazione selvaggia si rifacevano all'idea medioevale del borgo di campagna, dedicandosi alla riproposizione dei miti e riti pagani per cristiani, antimodernisti e antiborghesi attingevano a piene mani dall'ideale e dalla cultura del romanticismo. Un'ideologia fortemente conservatrice in pieno contrasto con l'ideale del progresso.
Quello dei Wandervogel divenne ben presto il movimento giovanile preminente nella nazione; voleva essere un'organizzazione in empatia costante con l'ambiente naturale, che sottolineava la libertà dal mondo degli adulti, lo spontaneismo, ma anche la responsabilità (di ognuno nei confronti di tutti gli altri), oltre che lo spirito di avventura, adottando però ideologicamente un approccio fortemente nazionalistico impostato sulla tradizione e sottolineando le radici teutoniche (mitico-pagane) della Germania.
Ispirati dall'antica Grecia, alla Natura e alla Tradizione diffondono l'usanza del campeggio, del nudismo, della ginnastica e del culto del corpo virile e muscoloso; consigliavano anche di essere astemi e vegetariani. Nel 1912 il giornalista e scrittore Hans Bluher, esponente di punta di questo stesso movimento omosessuale di estrema destra giovanile pubblica un saggio intitolato: "Il movimento dei Wandervogel come fenomeno erotico", col sottotitolo "Contributo al riconoscimento dell'inversione sessuale". L'autore afferma chiaramente che il comun denominatore che tiene insieme questi giovani maschi è Eros, ossia l'attrazione erotica tra individui dello stesso sesso e continua dicendo che gl'impulsi omoerotici sono fondamentali per saldare i legami di amicizia virile.
L'amore tra amici o amicizia romantica, con la sua parallela celebrazione di un cameratismo tra maschi (pura comunità di uomini), assume quindi un vero e proprio ruolo culturale. Elemento chiave che differenzia l'uomo dall'animale è proprio il legame erotico tra gli adulti di una società e i suoi adolescenti; perfetta riproposizione dell'antica pederastia greca nelle sue figure di erastes e eromenos. Solo questo sistema culturale-sociale permette la creazione di una comunità composta di nature eroiche, leader carismatici capaci di attirar a sé valorosi guerrieri.

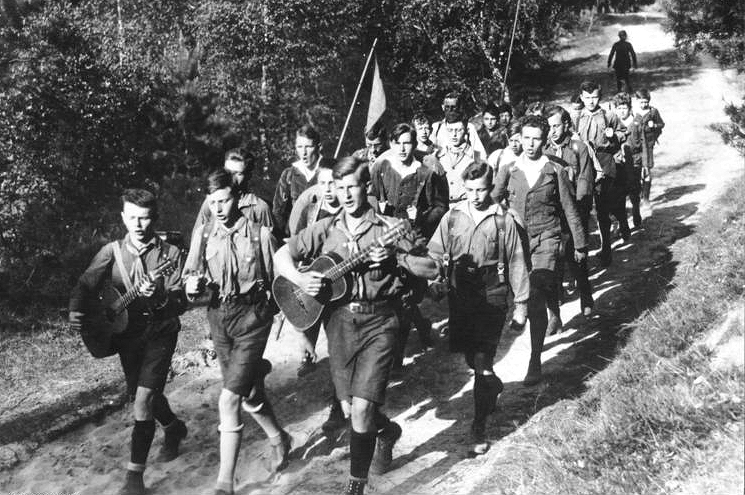
Gruppo di Wandervogel nel 1930.

Bluher torna anche in seguito sugli stessi temi, tra il 1917 e il 1919 con i due volumi de "Il ruolo dell'erotismo nella società maschile". I suoi libri diventano presto testi di culto tra gli omosessuali, compresi alcuni gerarchi nazisti, Ernst Rohm fra tutti. Nel 1921 viene pubblicato "Eros", un saggio del pedagogista Gustav Wyneker e nel quale si esalta l'amore tra ragazzi; nel 1926 "Jugend und Eros" dell'avvocato Erich Ebermayer, un'esplicita difesa dell'omosessualità adolescenziale e della pederastia. Testo, quest'ultimo, apprezzato pubblicamente dallo stesso Thomas Mann.
La tensione erotica omosessuale, sublimata, si manifesta come sovrabbondanza di energia; forza vitale la quale non potendo trovar sfogo in direzione fisica finisce con l'esprimersi in "genio creativo" di un Mannerbund o società di soli uomini. Bluher osserva poi la presenza di forte carisma nei capi, la capacità di affascinare il prossimo; in secondo luogo l'ideale di bellezza maschile che trova la sua più compiuta espressione nell'ammirazione per la tipologia fisica snella e muscolosa di giovani alti, belli, biondi e con gli occhi azzurri: ariani! In terzo luogo l'esclusione delle femmine.
Appena giunto al potere Hitler, quale esaltatore della virilità germanica, propone di affidare la presidenza dell'"Unione degli scrittori tedeschi" al poeta austriaco omosessuale nonché nazionalista Stefan George il quale però, già molto malato, si trovò a dover rifiutare l'incarico; viene pertanto sostituito dal medico-scrittore Gottfried Benn, intimo amico di Klaus Mann, il figlio letterato - nonché omosessuale anch'egli - di Thomas Mann.

Lo stesso Klaus Mann, comunista convinto, si trovò a dover difendersi dall'accusa rivoltagli contro da parte dei compagni stalinisti sugli "omosessuali fascisti":
(P. Pedote-G. Lo Presti Omofobia. Il pregiudizio anti-omosessuale dalla Bibbia ai nostri giorni Stampa alternativa 2003)

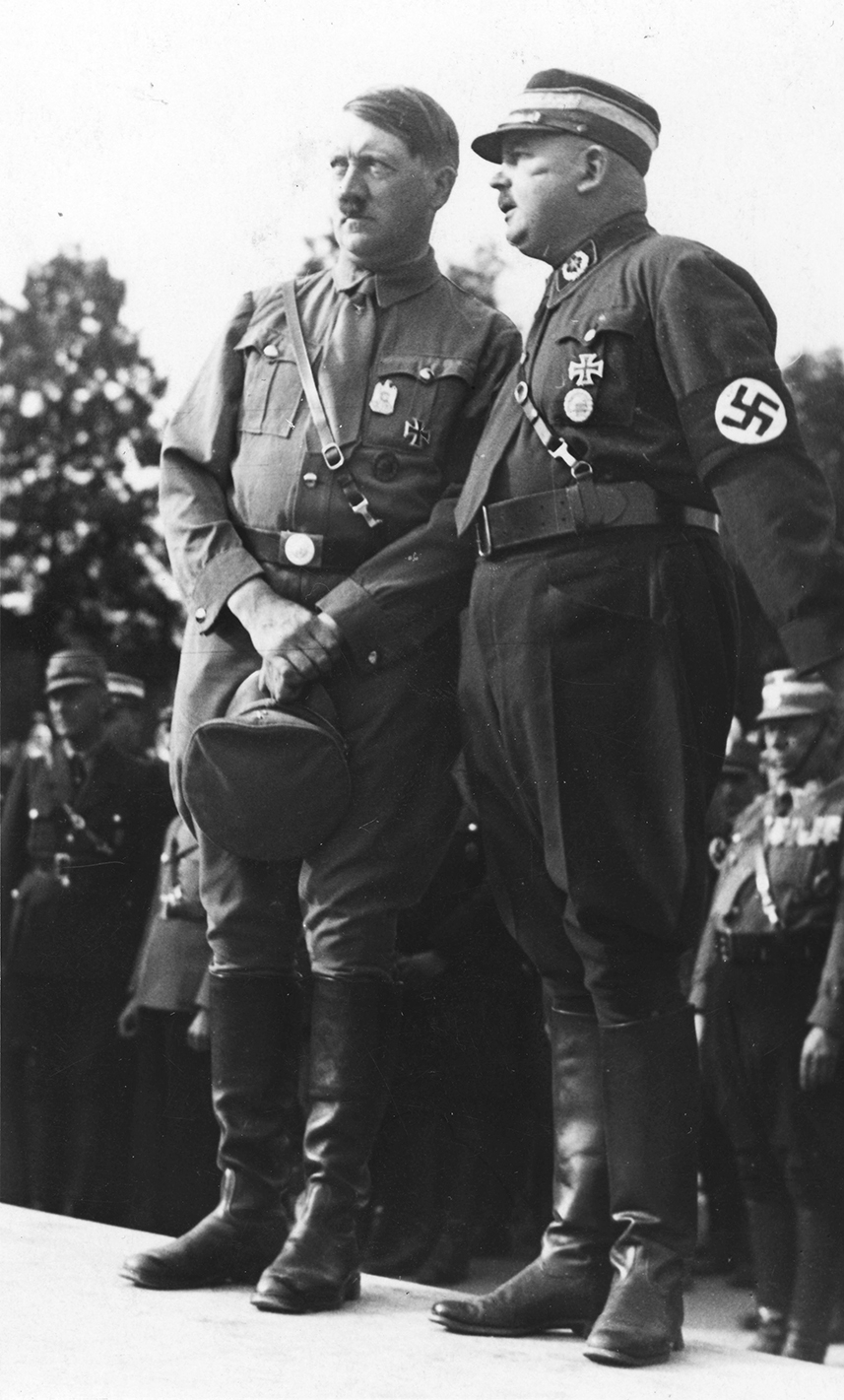
Hitler e Rohm.

Lo storico L. Machtan ne Il segreto di Hitler (Rizzoli 2001) cita numerose testimonianze e documenti i quali proverebbero che le amicizie maschili dello stesso Fuhrer siano in realtà state relazioni amorose; dal punto di vista psicologico la tesi che prevale è quella di una sorta di omosessualità latente associata a forti impulsi masochistici vissuta - e rimossa - con gran senso di colpa. Un fatto corroborato è in ogni caso la forte presenza iniziale di personalità omosessuali anche tra i più alti gradi delle file del movimento nazista; ovviamente il nazismo non incoraggiava affatto l'omosessualità; ma certi suoi principi e ideali, nonché alcune strutture organizzative soprattutto in campo giovanile, affidate alla guida di omosessuali, ne favorirono in alcuni casi la promozione.
Nel frattempo il nuovo leader del movimento Wandervogel, Wilhelm Jansen, ne accentua fortemente gli aspetti estetici più ambigui, il naturismo in primis, assieme ad un'ideologia sempre più intrisa di misoginia e ariano-centrica. Nel 1922 è fondato il primo nucleo di quella che sarà conosciuta come Gioventù hitleriana; artefice dello sviluppo e della sua progressiva impostazione violenta fu il sessualmente ambiguo Baldur von Schirach.

I "reparti d'assalto", la formazione paramilitare irregolare conosciuta come SA nasce nel 1921 e diverrà ben presto una sorta di guardia personale di Hitler; ebbene, al loro interno dominava una componente omosessuale molto ben ramificata. Ernst Rohm ne era il leader più importante, assieme a Edmund Heines, Karl Ernst, Hans Walter Schmidt e Paul Röhrbein: Rohm era un omosessuale dichiarato che affermava allegramente la propria profonda avversione e ripugnanza verso il corpo femminile. Fino a quando, durante la notte dei lunghi coltelli del 1934 non vennero tutti fatti assassinare. Una delle vittime della notte dei lunghi coltelli fu Karl-Günther Heimsoth, che era stato un medico, astrologo e politico tedesco. Inventore del termine omofilia, lui stesso apertamente omosessuale e attivista del primo movimento omosessuale, è stato membro del partito nazista.
Uno dei più stretti collaboratori di Rohm, il citato Karl Ernst, prima di aderire alle SA aveva svolto il lavoro di buttafuori in una discoteca gay.

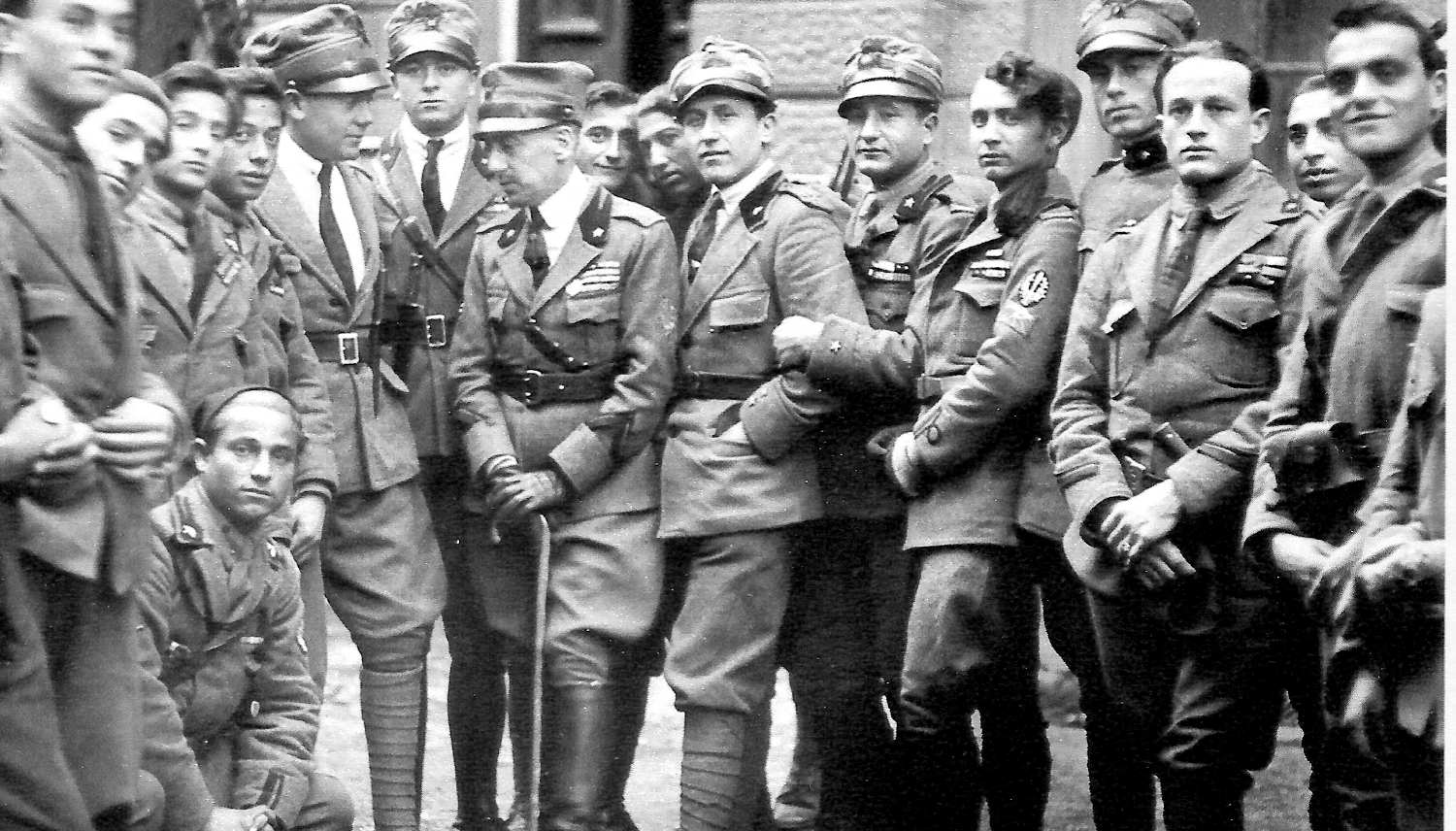
Gabriele d'Annunzio circondato dai suoi legionari.

La connessione con il culto del corpo delle confraternite paramilitari è affermata anche Dominique Fernandez ne Il ratto di Ganimede: "i loro (di fascismo e nazismo) atleti e i loro guerrieri, troppo virili, hanno l'aria di posare per riviste gay. Assenza di ambiguità, bellezza troppo perfetta, posizioni ostentate, arte superficiale da manifesto: tutti i fantasmi dell'immaginario omosessuale si scatenano in queste figure erotizzate a oltranza". A tale concezione si ricollegherebbero anche le sculture dello Stadio dei marmi di Roma prodotte negli anni '30..

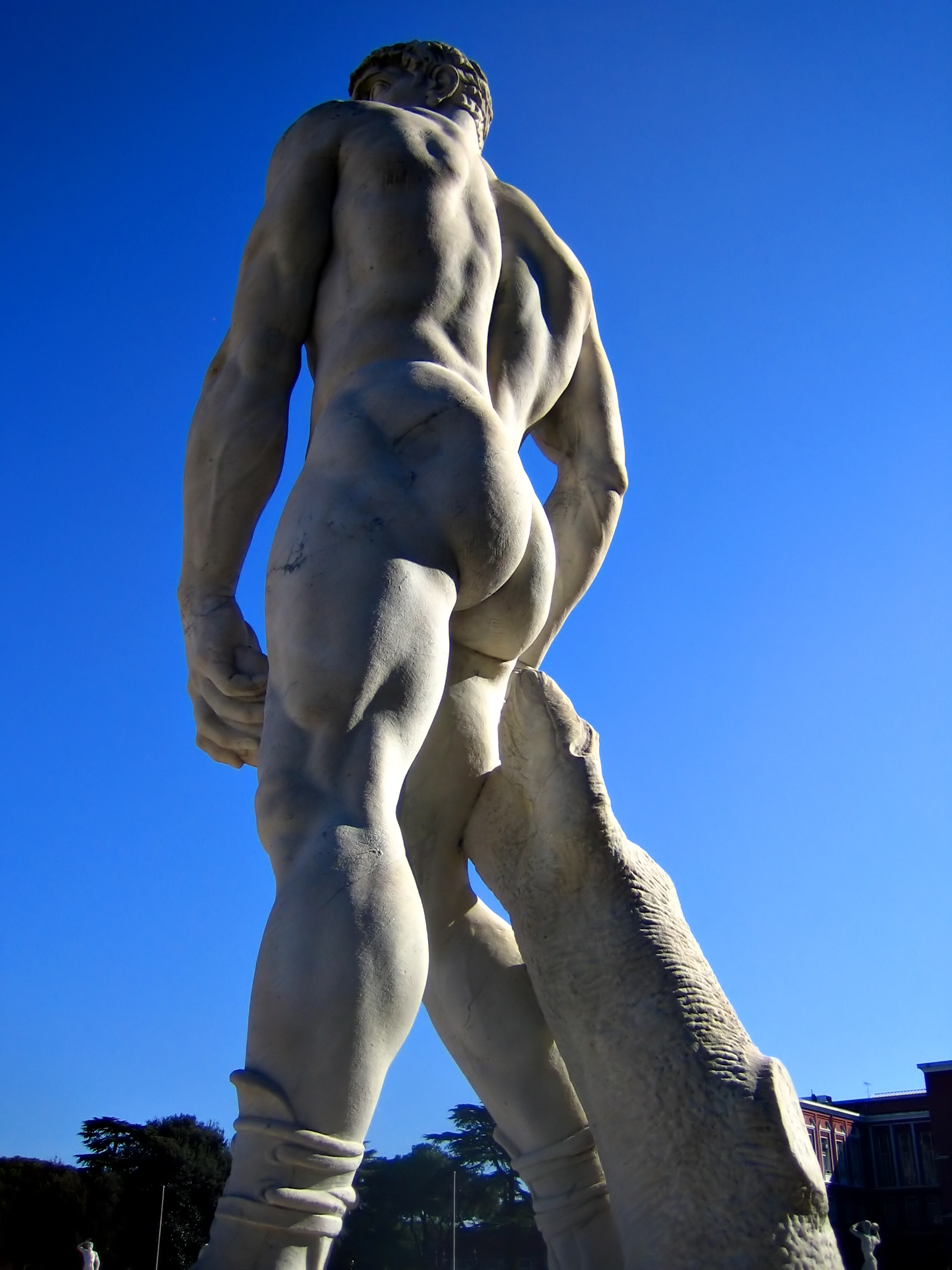
Visione latero-posteriore di Una delle statue dello Stadio dei Marmi a Roma in cui è messa in evidenza la plasticità dei muscoli, in particolare i Muscoli spinoappendicolari e i Muscoli ischiocrurali.

### Il governo dannunziano a Fiume
(Gabriele D'Annunzio)
Il Futurismo, movimento artistico e culturale italiano d'inizio '900, propugnava dal canto suo una sessualità meno bigotta rispetto ai canoni dell'epoca, più libera e prorompente, ove al posto d'una rigida contrapposizione eterosessualità-omosessualità vi era semmai una netta distinzione tra sessualità attiva e passiva. I futuristi in definitiva disprezzano soltanto l'effeminatezza con i suoi atteggiamenti sdolcinati e troppo languidi. 

Comisso durante la sua avventura fiumana.

L'ipocrisia tutta italiana al riguardo ebbe un'eccezione significativa proprio nel biennio 1919-20 durante l'impresa di Fiume sotto il comando del poeta-guerriero Gabriele d'Annunzio. A darcene testimonianza diretta è lo scrittore bisessuale Giovanni Comisso, che vi partecipò appena ventiquattrenne: trasgressione della norma, pratica di massa del ribellismo, libertà sessuale, omosessualità, uso di droghe, originalità degli atteggiamenti, erano le principali caratteristiche di questa controsocietà.
Comisso fa parte del gruppo di Guido Keller, un dandy che creò la compagnia "La Disperata" destinata a far da guardia del corpo personale di D'Annunzio; i componenti "erano tutti bellissimi, fierissimi... facevano esercizi di nuoto e voga, cantavano e marciavano per le strade a torso nudo e calzoncini corti" Poi lo scrittore continua parlando del pittore tedesco-statunitense omosessuale Henry Furst e di Léon Kochnitzky a cui pare non piacessero molto le gambe delle donne. Altri racconti sull'atmosfera promiscua in cui vivevano questi giovani maschi ci vengono da "Il porto dell'amore", romanzo autobiografico del 1924.
Con l'occupazione legionaria la città istriana di Fiume costituisce un esperimento di trasgressione, soprattutto nell'ambito sessuale. Il futurista Mario Carli nel suo libro "Trillirì" (1922) dice senza mezzi termini che spingere molti volontari a Fiume sarebbero state proprio le lusinghe sessuali, da qui la presenza della più ampia varietà di persone , "dal colonnello in cerca di donne al pederasta in cerca di ragazzi".
(Dalla testimonianza di Giovanni Comisso)
Come detto, la visione futurista del sesso è assai aperta e ciò ben si concilia col clima assai libertario che pervade tutta l'impresa dannunziana; tutti, trasgressivamente, hanno il diritto di provare "godimenti illimitati, divertimenti e libero fluire dei desideri, comportamenti disinibiti e privi d'alcun moralismo. Del resto il Comandante-Vate, dopo il suo celebre "Eia! Eia! Eia! Alalà!!", concludeva col grido di "Viva l'Amore!".
La Carta del Carnaro prevedeva il suffragio universale maschile e femminile, la libertà di opinione, religione e orientamento sessuale, la depenalizzazione dell'omosessualità, del nudismo e dell'uso di droga.

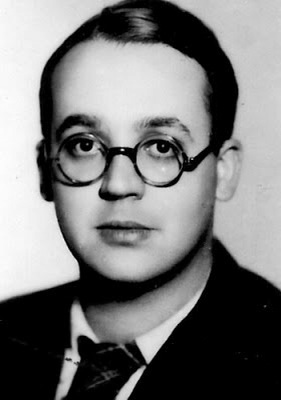
Robert Brasillach.

Nel progetto preliminare del 1927 di quello che sarebbe stato promulgato tre anni dopo come codice Rocco venivano invece cancellate le relazioni omosessuali consumate con scandalo pubblico, come offese al pudore passibili penalmente, in quanto "punire le relazioni omosessuali avrebbe significato dare all'estero la sensazione che in Italia questa pratica fosse così diffusa da richiedere uno specifico intervento legislativo; mentre un popolo virile come quello italiano non poteva neanche essere sfiorato da questo pericoloso vizio". Tra nazismo e fascismo non vi è nulla di paragonabile, almeno per quanto riguarda gli "intrecci particolari" con il tema dell'omosessualità. Ci sono stati, certamente, tentativi d'implicare personalità ai vertici dello stato in scandali omosessuali: il caso più famoso riguarda proprio l'allora principe ereditario Umberto II di Savoia, ma nulla a che vedere con episodi sanguinolenti come quello della notte dei lunghi coltelli.
Per quanto riguarda l'omosessualità dell'ultimo re d'Italia vi sarebbero testimonianze dirette piuttosto credibili, a cominciare dalla biografia di Luchino Visconti, che pare abbia avuto una relazione giovanile col principe e nei riguardi del quale è provato che il Duce avesse costituito un vero e proprio dossier.

### "Pederastia" e collaborazionismo francese
(Jean Guéhenno)
Il collaborazionismo in Francia è stato seguito da un numero considerevole di personalità della cultura e intellettuali di vario tipo; comune, assieme all'antisemitismo di estrema destra v'era per alcuni di loro anche l'essere omosessuali.
Il celebre giornalista e scrittore Robert Brasillach è stato fucilato nel febbraio 1945 dopo la condanna per alto tradimento e l'accusa essersi reso colpevole di "intelligenza col nemico", ossia gli occupanti tedeschi: il suo rappresenta un caso più unico che raro, di persona viene giustiziata non per i suoi atti, ma per le sue idee. Molto semplicemente, Brasillach aveva aderito all'ideologia e alla dottrina del nazionalsocialismo (da lui stesso definito come esser "poesia del XX secolo") e, secondo la vulgata più accredita, era omosessuale; anche se a tal riguardo alcuni agiografi si ostinino pervicacemente a smentirla.
Ci sono moltissime affermazioni dei suoi contemporanei di destra, primi fra tutti Louis-Ferdinand Céline e Pierre Drieu La Rochelle i quali senza mezzi termini lo consideravano un pederasta e ne sottolineavano l'effeminatezza; Jean Paul Sartre a sua volta considererà Drieu un pederasta, dipingendolo come un dandy sognatore e visionario amante dei ragazzini prostituti, ma anche dei forti e virili soldati tedeschi. D'altra parte un'affermazione eloquente viene in tal senso dagli stessi diari di Drieu, dove scrive: "Per anni dopo l'altra guerra si è creduto che mi interessassero soprattutto le donne. In realtà mi interessano molto di più gli uomini."
In un documentario del 1976 il romanziere nonché critico cinematografico Jean-Louis Bory riconosce e parla dell'esistenza di un ambiente collaborazionista esplicitamente omosessuale, almeno nella Parigi occupata; soffermandosi poi a riflettere sulla "strana e curiosa" attrazione che il nazismo pareva esercitasse - come fosse una calamita erotica - su di loro, cita proprio Brasillach come suo massimo esempio: "l'esercito tedesco aveva un fascino che poteva fare presa sugli omosessuali, il fascino costituito principalmente sul mito della virilità (identificata come forza totale, potenza, audacia e spietatezza)... l'attrazione per stivali, indumenti di pelle e metallo di vario genere... Brasillach vi poteva trovare un'umanità a lui congeniale".
Lo scrittore e sociologo tedesco Nicolaus Sombart in Cronaca di una giovinezza a Berlino (1984) scrive che l'entusiasmo dei francesi per il Terzo Reich riguardava essenzialmente quella folta comunità di uomini dalle spiccate tendenze omosessuali. Karl-Heinz Bremer era un bel tedesco biondo, alto e slanciato, considerato quasi un dio dai collaborazionisti gay: aveva portato un bello scompiglio nell'ambiente omosessuale parigino e Brasillach aveva una speciale venerazione nei suoi confronti.
Dominique Fernandez sostiene che l'omosessualità dello scrittore fosse latente - repressa, e pertanto estremamente dannosa -, fatto sta che cominciò a partecipare alle annuali cerimonie di Norimberga e a visitare i campeggi della gioventù hitleriana dai quali tornava ogni volta letteralmente estasiato; la sua omofilia nonché tensione estetica rivolta verso l'omoerotismo costituisce, secondo Mosse, un caso esemplare circa le pulsioni omoerotiche diffuse in tutta la cultura nazista. Alcuni studiosi sono giunti a concludere che proprio il suo desiderio omosessuale fosse stato la leva determinante ad attirare Brasillach tra le braccia dei nazisti. In lui vi erano certo forti venature masochiste, se è vero che già dai tempi del liceo gli piaceva molto farsi umiliare dai ragazzi di ceto sociale inferiore, godendo nel farsi dominare da loro.
Per concludere con Brasillach, occorre dire che tutta la sua opera letteraria rimanda al concetto di forte amicizia virile, alla complicità tra maschi liberi dall'impedimento costituito dalla presenza femminile, quando non rimanda esplicitamente a rapporti di tipo pederastico; questo è presente soprattutto nel suo primo libro del 1931, "Présence de Virgile", autentica apologia dell'omoerotismo: "Virgilio amava circondarsi di giovani. Un ragazzo di perfetta bellezza, che scriveva poema e li cantava accompagnandosi col flauto, viveva nella sua casa. E spesso Virgilio fu preso dal fascino ambiguo per il proprio sesso... chiunque trovava naturale questo modo di amare o questa forma di piacere". Nei riguardi della sua ammirata ed intima amicizia col coetaneo e futuro cognato Maurice Bardèche nonché esponente della destra radicale francese furono in molti a malignare, soprannominandoli presto "Brasillecher ed Bardache (lèche in francese è "leccata", mentre bardache/bardassa sta per giovane prostituto).
(Robert Brasillach)
Maurice Sachs è un altro scrittore dalla personalità ambigua, definito da Moreno Marchi "truffatore, perdigiorno, scroccone, ladro, fallito, abietto e malvagio delatore omosessuale, alcolizzato ed ebreo convertito, ex seminarista e collaboratore della Gestapo"; fu tra i pupilli di Jean Cocteau e André Gide: non faceva alcun mistero della sua assidua frequentazione di bordelli per omosessuali, anzi all'interno d'uno di essi per un certo periodo di tempo vi abitò.
Omosessuale (o quantomeno bisessuale) era Marcel Bucard, soprannominato la "Grande Marcella" (per la stazza corporea che lo caratterizzava), che aveva fondato un movimento filo nazista ed era stato reclutato niente men che dalle Waffen SS.
Omosessuale era il regista Robert Le Vigan (nome d'arte di Robert-Charles-Alexandre Coquillaud), amico di Céline e speaker alla radio nazista di Parigi. Henry de Montherlant, seppur non impegnatosi mai direttamente nel collaborazionismo, era un famoso scrittore ed intellettuale di destra, anch'egli omosessuale: cultore della virilità e dell'eroismo, che lo portarono ad esprimere tutta la propria ammirazione nei confronti dell'esercito tedesco che aveva schiacciato la Francia. Altro nome celebre è quello di Roger Peyrefitte, autore del classico della letteratura gay Le amicizie particolari (1944) e rimasto invischiato in accuse di collaborazionismo per aver accettato di svolgere incarichi diplomatici per conto del governo di Vichy.
Omosessuale dichiarato era anche André Fraigneau, curatore delle opere di Marguerite Yourcenar; su di lui la scrittrice si è ispirata per il protagonista di Colpo di grazia (1938).
Perfino uno scrittore e poeta come Jean Genet, che certo di tutto lo si può accusare tranne che di esser di destra, non può far a meno di ammettere in Pompe funebri la profonda fascinazione subita davanti alle marce e parate dei giovani maschi tedeschi in divisa nera attillata, col corpo tutto rigido e duro proteso in avanti, simboli perfetti di potenza sessuale.

## Età contemporanea

### Approccio storiografico sui "gay a destra"
(Articolo pubblicato dallo scrittore stalinista Maksim Gor'kij sulla "Pravda" e sulla "Izvestija" in data 23 maggio 1934)
Marco Fraquelli, studioso della cultura di estrema destra nonché biografo di Julius Evola, nel suo saggio "Omosessuali di destra" introduce, forse per la prima volta e in una maniera organica, l'associazione tra cultura di destra e quell'estetica che rimanda direttamente all'omoerotismo, oltre che un excursus storico alla scoperta di personalità omosessuali appartenenti al mondo della destra politica, dall'epoca del Neoclassicismo artistico ai nostri giorni; l'autore mette in rilievo l'apparente palese contraddizione di un'ideologia la quale - seppur impregnata di omofobia e maschilismo - presenta al suo interno molte ambiguità di natura sessuale e che, in qualche caso, è addirittura arrivata a teorizzare la perfetta compatibilità tra personalità omosessuale e personalità fascista.
Fra quelli nota che la cultura politica di destra non solo presenta al proprio interno personalità dalla sessualità ambigua, ma addirittura alcune vere e proprie icone gay letterarie quali possono essere Yukio Mishima e il "martire" Robert Brasillach (per non parlare poi di Maurice Sachs, l'ebreo omosessuale collaborazionista autore de Il Sabba. Ricordi di una giovinezza).

### Il connubio "contronatura": Neonazisti e gay
Nel 1991 muore a 36 anni Michael Kühnen, il capo incontrastato del neonazismo tedesco tra gli anni '70 e '80: aveva l'AIDS ed era omosessuale. Nel 1986 aveva fatto pubblicare un saggio dal titolo "Nazionalsocialismo e omosessualità" in cui si richiamava alla tradizione omoerotica di alcune unioni maschili all'interno delle SA. Davanti alla "fronda anti-Frocio" creata da un gruppo di suoi ex-seguaci risponde invitando gli amici camerati a liberarsi dalle tare mentali piccolo-borghesi di derivazione giudaico-cristiana e a trarre spunto invece dagli insegnamenti pagani della vitalità della Natura, in cui l'omosessualità ha da sempre il suo posto e il suo significato. Anche il suo vice Thomas Brehl viene in seguito dichiarato "frocio" ed emarginato dal movimento neonazista.
Ma Kühnen è stato nei primi anni '70 l'autentico fondatore del neonazismo nell'allora Germania Ovest e la sua leadership rimane incontrastata fino al 1990, quando propone all'ambasciatore iracheno l'invio di volontari per combattere tra le file di Saddam Hussein durante la guerra del Golfo. Nel 1986, mentre si trova in carcere per scontare una condanna per estremismo, affida all'amico e camerata Michel Caignet (negazionista e successivamente accusato di propaganda della pedofilia) la stampa dell'opuscolo.
Kühnen afferma che l'omosessualità è una predisposizione del tutto naturale, ereditaria, destinata dalla natura ad un'esigua élite di uomini perché possano dedicarsi al servizio della comunità, della sopravvivenza e dello sviluppo culturale della società senza l'assillo ed il condizionamento dato da interessi particolaristici riproduttivi. In tal modo, da un punto di vista strettamente biologico, non solo vuole dimostrare l'uguaglianza tra omosessuali ed eterosessuali, ma addirittura sottolinea senza mezzi termini la supremazia dei primi sui secondi.
Susan Sontag già precedentemente - in un suo saggio intitolato "Fascino fascista" ed inserito nella raccolta "Sotto il segno di Saturno" - parlava di relazione tra immaginario sessuale estremo e nazismo. Partendo dai film "epici" di Leni Riefenstahl, la coreografia drammaturgica nazista è piena di riferimenti estetici (omo)erotici: vita come arte, culto della bellezza, feticismo del coraggio, sensazione estatica di appartenenza totale ad un gruppo forte e potente.
Il regime fascista, fa notare la critica statunitense, incanala le istintive pulsioni erotiche e le trasmuta in desiderio guerriero, culto estetizzante per il capo, il tutto immerso in una vita in comune tra giovani maschi senza alcuna presenza "corruttrice" femminile. Ciò può facilmente tradursi in un immaginario erotico a forte tinta di sadomasochismo; tra sadomasochismo omosessuale e fascismo vi è allora un legame perfettamente naturale, in quanto sono entrambi rappresentazioni drammatiche i quali rivelano una venerazione nei confronti del "mascolino".
Männer, Helden, schwule Nazis (Uomini eroi, gay e nazisti) è un documentario cinematografico del 2005 scritto, diretto e prodotto dal regista di origini lituane Rosa von Praunheim, già autore di Non è l'omosessuale ad essere perverso, ma la situazione in cui vive (1970), che diede un notevole impulso all'attivismo a favore dei diritti LGBT nella Germania Ovest durante tutti gli anni '70 e '80 del '900. L'autore ha dichiarato nello stesso documentario di aver voluto espressamente ritrarre i suoi soggetti, dai gay skinhead agli appartenenti alla vera e propria estrema destra neonazista,  non come "mostri", bensì come persone che vivono all'interno di se stessi una situazione esistenziale di drammatica contraddizione.

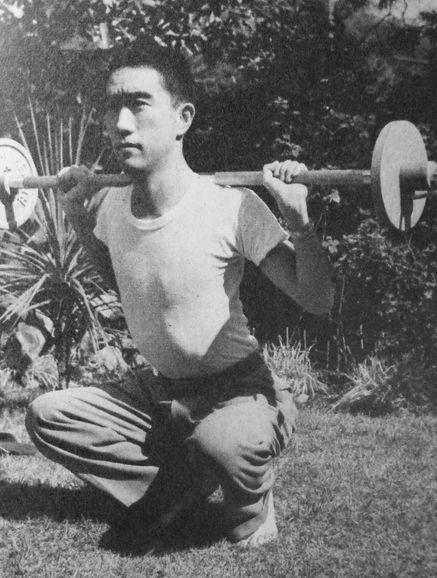
Mishima che fa sollevamento pesi.

### Altro
Lo scrittore giapponese Yukio Mishima, autore di classici della letteratura gay come Confessioni di una maschera e Colori proibiti, fu esponente di punta della destra politica del suo paese.
Anche Nicky Crane, attivista di spicco del neonazismo inglese, ha fatto coming out prima di morire anche lui di AIDS nel 1993.
Inglese come Isherwood è anche Aleister Crowley, propugnatore della magia sessuale e fondatore del moderno occultismo, agente dei servizi segreti inglesi e uomo di destra il quale non disdegnava di praticare il sesso con i giovani ragazzi.
National Socialist League ("Lega nazionalsocialista"), a volte indicata come il "Partito Gay nazista", è stato un movimento politico di estrema destra statunitense, operante dal 1974 fino alla metà degli anni '80. S'ispirava all'omonima "National Socialist League", partito filonazista attivo tra il 1937-1939 in Inghilterra, fondato da William Joyce come gruppo scissionista dell'Unione Britannica dei Fascisti. Russell Veh ha finanziato il partito con i profitti dalla sua attività di stampa, oltre che con una società di distribuzione cinematografica che si è specializzata in film di propaganda nazista, primo fra tutti Il trionfo della volontà (1935) di Leni Riefenstahl. La Lega aveva succursali e distaccamenti in varie parti della California.

### Oggi
Il giornalista ed editore francese Michel Caignet (1954-): neonazista, antisemita e negazionista, nel 1986 fonda il mensile Gaie France in cui declama l'amore nei confronti dei ragazzini. Nel 1992 la rivista viene accusata di incitamento alla pedofilia e vietata ai minori; nel 1997 è processato per la diffusione di film pornografici con minorenni e condannato a quattro anni di carcere.
La politica tedesca Alice Weidel del partito nazionalista di destra Alternative für Deutschland è apertamente lesbica e giustifica la sua posizione anti-immigrazionista definendo il proprio partito "l’unica protezione reale per i gay e lesbiche della Germania".